# The Majestic
The Majestic är en amerikansk film från 2001 i regi av Frank Darabont.

## Handling
Peter vaknar en dag upp i staden Lawson med minnesförlust efter en bilolycka. Han misstas för en annan - stadens länge förlorade son, en riktig krigshjälte. Peter börjar tro vad alla andra i staden tror och börjar sakta men säkert bygga upp sitt liv igen. Det är ett perfekt liv, och kanske en perfekt lögn. Men sanningen brukar alltid komma i kapp.

## Rollista (urval)
- Jim Carrey - Peter Appleton
- Laurie Holden - Adele Stanton
- Martin Landau - Harry Trimble
- Brent Briscoe - Cecil Coleman, sheriff
- Ron Rifkin - Kevin Bannerman
- Cliff Curtis - Prince Khalid